# 刺银耳属
刺银耳属（学名：Pseudohydnum），也称假齿菌属，是木耳目下的一个属。科的地位未定。

## 下属物种
本属包括以下物种：
- 虎掌刺银耳 Pseudohydnum gelatinosum (Scop.) P. Karst.